# 若菜 (源氏物語)
| 源氏物語五十四帖 |        |    |        |
| 各帖のあらすじ   |        |    |        |
| 帖               | 名     | 帖 | 名     |
| 1                | 桐壺   | 28 | 野分   |
| 2                | 帚木   | 29 | 行幸   |
| 3                | 空蝉   | 30 | 藤袴   |
| 4                | 夕顔   | 31 | 真木柱 |
| 5                | 若紫   | 32 | 梅枝   |
| 6                | 末摘花 | 33 | 藤裏葉 |
| 7                | 紅葉賀 | 34 | 若菜   |
| 8                | 花宴   | 35 | 柏木   |
| 9                | 葵     | 36 | 横笛   |
| 10               | 賢木   | 37 | 鈴虫   |
| 11               | 花散里 | 38 | 夕霧   |
| 12               | 須磨   | 39 | 御法   |
| 13               | 明石   | 40 | 幻     |
| 14               | 澪標   | 41 | 雲隠   |
| 15               | 蓬生   | 42 | 匂宮   |
| 16               | 関屋   | 43 | 紅梅   |
| 17               | 絵合   | 44 | 竹河   |
| 18               | 松風   | 45 | 橋姫   |
| 19               | 薄雲   | 46 | 椎本   |
| 20               | 朝顔   | 47 | 総角   |
| 21               | 少女   | 48 | 早蕨   |
| 22               | 玉鬘   | 49 | 宿木   |
| 23               | 初音   | 50 | 東屋   |
| 24               | 胡蝶   | 51 | 浮舟   |
| 25               | 蛍     | 52 | 蜻蛉   |
| 26               | 常夏   | 53 | 手習   |
| 27               | 篝火   | 54 | 夢浮橋 |

「若菜」（わかな）は、『源氏物語』五十四帖の巻名のひとつ。第34帖。本巻は源氏物語中最長の巻であり、現在では通常本文の存在しない「雲隠」を除いて「若菜上」（わかな じょう）および「若菜下」（わかな げ）とし、それぞれ第34帖、第35帖とされていることが多い。源氏の絶頂期であり、同時に衰運の始まりとなる時期である。

## 巻名
本巻の巻名は、光源氏の40歳の祝いの席に養女の玉鬘が若菜を差し出したことおよび光源氏の歌「小松原末のよはひに引かれてや野辺の若菜も年をつむべき」に因む。「若菜上」と「若菜下」はそれぞれ「はこ鳥」、「諸葛」の異名を持つ。「はこ鳥」は夕霧の歌「みやま木にねぐらさだむるはこ鳥もいかでか花の色にあくべき」により、「諸葛」は柏木の歌「もろかずら落葉をなにに拾ひけむ名はむつましきかざしなれども」による。「諸葛」は若菜上下両巻全体の異名とされることもある。

## あらすじ

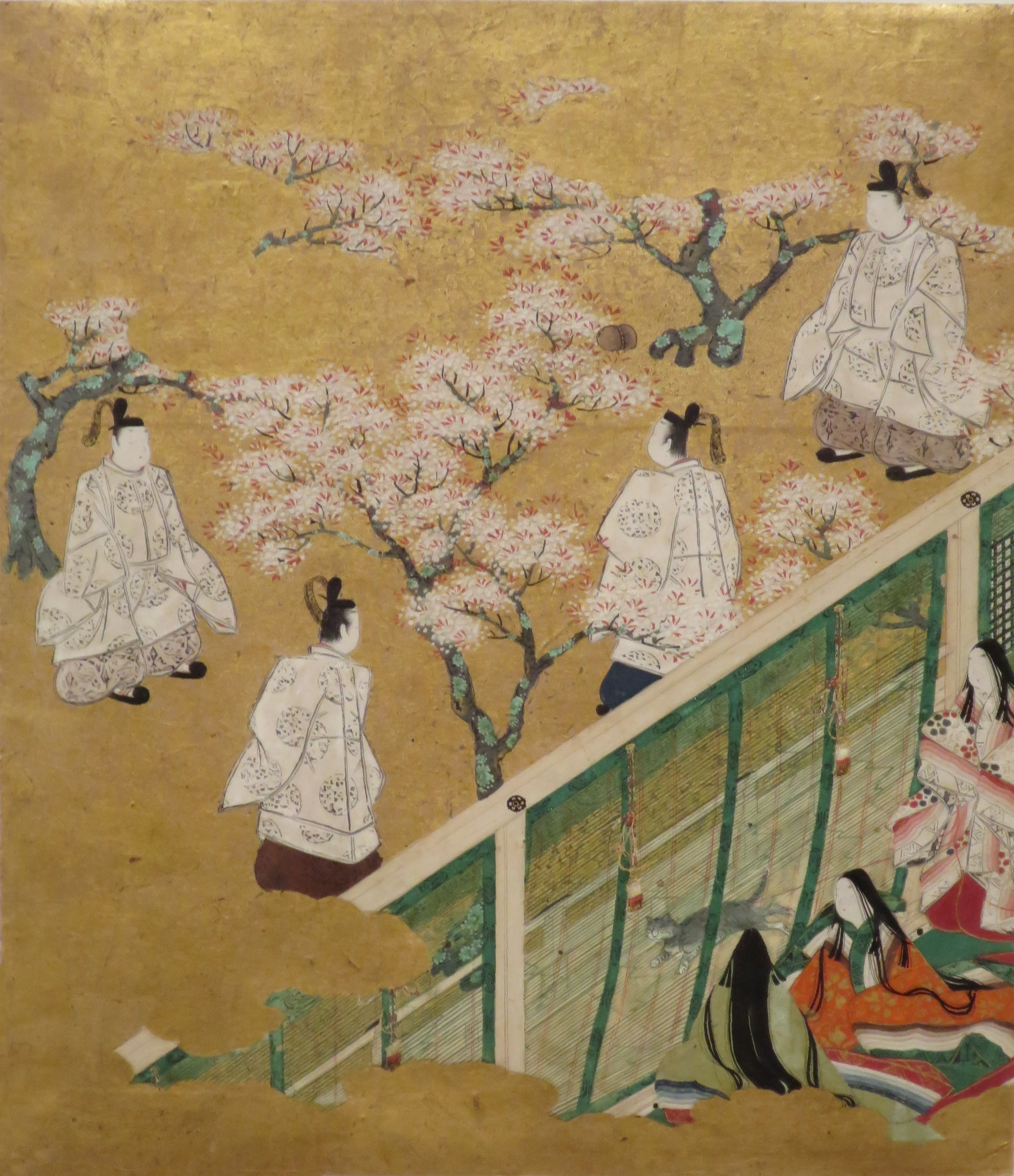
蹴鞠に興じる柏木。唐猫、御簾の奥にいる女三宮の姿も描かれている

### 若菜上
光源氏39歳十二月から41歳三月までの話。
源氏の兄朱雀院は先日出席した、六条院の行幸直後から病気を患い出家しようとするが、生母（藤壺の異母妹・源氏女御）を既に亡くし後見人の居ない愛娘女三宮の将来が心配で躊躇している。弟宮の蛍兵部卿宮や藤大納言・柏木など多くの貴公子が婿候補にあがるも、婿選びに思い悩んだ末、朱雀院は源氏に宮を託すことを決心、源氏もそれを承諾してしまった。それまで正妻格として認められてきた紫の上は動揺するが、それを隠して女三宮を源氏の正室として迎える準備をする。
年が明け二月に女三宮が六条院に降嫁したが、女三宮のあまりの幼さに源氏は失望してしまう。また、紫の上は思わぬ展開に悲しみを内に秘めて次第に出家を望むようになっていった。
朱雀院の出家で、寵愛していた后妃たちもそれぞれ自邸に下がった。源氏はかつて恋に落ちた朧月夜が実家（かつての右大臣邸）へ帰った事を知り、政敵の娘との許されぬ恋により、須磨・明石に蟄居を余儀なくされた日々を思い出していた。源氏から「久し振りに会いたい」と使いをよこされた朧月夜は頑なに拒否するが、それにもめげず源氏は元右大臣邸へ。結局よりが戻ってしまう。
翌朝六条院に帰った源氏は、これまでと違う紫の上の態度に戸惑う。
一方、内裏にいる明石の女御は体調が優れず、「実家の六条院へ帰りたい」と訴えていたが東宮（後の帝）が許してくれず、鬱々とした日々を過ごしていた。女御の病状を確かめると懐妊した事が明らかに。東宮もようやく宿下がりを許す。六条院に帰った明石の女御に対面するついでにと、紫の上は女三宮への挨拶を申し出た。
十月、源氏の四十賀が盛大に執り行われる。紫の上、秋好中宮を始め、上達部や殿上人など世間中が饗応の準備に明け暮れた。
年が明け、明石の女御は産み月が間近に迫ったものの、体調が悪いために冬の御殿へ移り住む事に。そこで明石尼君との対面を果たし、誕生時の経緯を聞いて感涙する。
三月、女御は東宮（後の帝）の男御子を無事に出産。人生最大の栄華に喜ぶ明石の御方たちだが、明石入道の消息文を読み涙を流した。
一方、かねて女三宮の降嫁を切望していた柏木（内大臣の息子）は、その後も未練を残していた。三月末、六条院の蹴鞠の催しに訪れた柏木は、飛び出してきた唐猫の仕業で上がった御簾の奥にいる女三宮の姿を垣間見てしまう。それ以降、柏木はますます女三宮への思いを募らせていった。

### 若菜下
光源氏41歳三月から47歳十二月までの話。
それから四年後、冷泉帝が東宮（後の帝）に譲位する。これと同時に、太政大臣が隠居を申し出た。これより、致仕の大臣と呼ばれるようになる。東宮には明石の女御腹の第一皇子が立った。源氏は（藤壺の宮との密かな愛によって産まれた我が子が、御子の無いまま帝位を去るとは…）と、命を懸けた恋が身を結ばなかった事を密かに嘆く。
ある日源氏は、紫の上から「出家したい」と切り出されるが、紫の上が去った後の孤独を恐れる源氏は必死に懇願し、考え直すよう説得する。
後日、源氏一行は明石入道の御願ほどきのため、明石一族を伴い住吉大社へ参詣する。源氏はかつて須磨に蟄居した頃、先の太政大臣がはるばる訪ねてきた事を思い出していた。明石尼君にこっそり歌を送り、尼君は源氏の心遣いに感涙する。
参拝を終え、その夜。東遊びが執り行われた。翌朝。明石尼君のいる牛車を見た貴族は幸運をつかんだ一族を褒め称え、「明石尼君にあやかりたい」と噂する。
翌年の朱雀院の五十の賀に向け、源氏は女三宮に琴を教える。年が明け正月に六条院で華やかな女楽が催され、女三宮、紫の上、明石の女御、明石の御方が揃って見事な演奏を披露したが、その晩に37歳の厄年だった紫の上が突然倒れる。病状は好転せず、源氏は紫の上と共に二条院に移って看病に付き添った。
一方、柏木は女三宮の異母姉女二宮（落葉の宮）と結婚するが満足できず、源氏が紫の上につきっきりで手薄になっていた隙をついて、（女三宮の）乳母子の小侍従の手引きで女三宮と密通した。その直後、紫の上が一度は絶命したがかろうじて蘇生、その際に六条御息所の死霊が現れて源氏を戦慄させた。後日、源氏は御息所の死霊を供養するため、紫の上に正式ではないものの在家で戒を受けさせた。
後日、女三宮が懐妊。紫の上の病状も小康状態になった夏の末頃、見舞いにやって来た源氏は偶然柏木からの恋文を見つけ、事の真相に気付く。小侍従は女三宮を責め、宮は源氏を前にして生きた心地がしない。源氏もそんな女三宮に皮肉を言い、父院に心配をかけないようにとそれとなく説教する。柏木もそのことを知らされ罪におののき、さらに六条院で行われた試楽の際、源氏に痛烈な皮肉を言われて病に臥した。柏木の容態が「枕も上がらないほどの重態だ」と使いの者から知らされた、致仕の大臣と北の方は驚愕し、すぐさま実家に引き取る事を決断。実家で療養する事になり、女二宮と一条御息所に涙ながらに謝罪し、一条の屋敷を後にした。
朱雀院の五十の賀は、暮れも押し迫った十二月の二十五日に行われた。